# 佐藤ハルヨ
佐藤 ハルヨ（さとう ハルヨ、1900年<明治33年>2月21日 - 1980年<昭和55年>7月26日）は、日本の教育者。

## 人物
広島県広島市に生まれる。東京女子高等師範学校を1923年（大正12年）に卒業。
卒業後、2年間埼玉県立浦和高等女学校で教鞭を執る。のち、佐藤正俊と結婚。正俊は官選としては最後の名古屋市長となり、名古屋に移住。正俊は戦後、公職追放を受ける。
1948年（昭和23年）、名古屋家庭裁判所において調停委員となる。
戦後、教育委員会制度の創設に伴い、公選制となっていた教育委員に当選し、制度変更により任命制に変わる1956年（昭和31年）まで2期の間、名古屋市の教育行政に関与する。
1956年（昭和31年）に開設された中日よろず相談所の相談員として、1979年（昭和54年）2月まで勤め上げた。
長年の功績により、1972年（昭和47年）9月には中日社会功労賞を受賞している。
名古屋市瑞穂区の自宅で80歳で死没。